# Empire Gallantry Medal
De Empire Gallantry Medal (Nederlands: "Medaille van het Keizerrijk voor Moed") was een aan de Orde van het Britse Rijk verbonden medaille. De ronde zilveren medaille was een versie van de aan de orde verbonden Medaille van het Britse Rijk en onderscheidde zich door de inscriptie "For Valour" op de keerzijde. Het lint was dat van de Orde van het Britse Rijk.
De voor dapperheid verleende onderscheiding was erg in aanzien. Haar plaats werd later ingenomen door het in 1940 ingestelde George Cross.
Op de voorzijde van de oorspronkelijke medaille is de gehelmde en gewapende Britannia afgebeeld, zinnebeeld van het Verenigd Koninkrijk. Boven haar schijnt een zon. Het ontwerp werd in de 19 jaar van haar bestaan wel gewijzigd.
De Empire Gallantry Medal werd 112 maal toegekend.
De medaille was gelijk in rang aan de Albert Medal voor het redden van levens op zee of op het land.
De Britse regering kende de medaille toe voor daden die van de hoogste graad van moed getuigden. Dat gold voor burgers en ook voor militairen die hun moed hadden bewezen zonder oog in oog met de vijand te staan.
De dragers mochten de letters "EGM" achter hun naam voeren.
Op 24 september 1940 werd de medaille weer afgeschaft.

## Geschiedenis
De Empire Gallantry Medal ontstond door een hervorming van de Orde van het Britse Rijk. In 1922 besloot George V dat de Medal of the Order of the British Empire (BEM) in twee klassen zou worden opgedeeld. De hier besproken Medal of the Order of the British Empire for Gallantry (EGM) en de Medal of the Order of the British Empire for Meritorious Service (BEM) die werd toegekend aan personen die niet hoog genboeg werden aangeslagen om een in een ridderorde opgenomen te worden.
De medaille werd op 29 december 1922 officieel ingesteld en de eerste verlening vond op 1 januari 1923 plaats.
Zoals gebruikelijk werd de medaille ook in de koloniën, de dominions en overzeese gebiedsdelen uitgereikt.
De drie voor burgers beschikbare hoogste onderscheidingen voor moed, de Empire Gallantry Medal, de Albert Medal, de Edward Medal werden niet zo hoog gewaardeerd als het Victoria Cross. Daarom werd voor de door de Duitse bombardementen zwaar getroffen burgerbevolking het George Cross ingesteld.
De dragers van de Empire Gallantry Medal en de nabestaanden van de inmiddels gestorven dragers werd opgedragen om hun medailles in te ruilen voor een George Cross. In 1971 werden de dragers en nabestaanden van de Albert Medal en de Edward Medal uitgenodigd om hetzelfde te doen.

## De medaille
De ronde zilveren medaille en het lint werden door Langford Jones ontworpen. De naam van de decorandus werd al voor de uitreiking op de zijkant van de medaille aangebracht.
Oorspronkelijk stond op de voorzijde het rondschrift "For God and the Empire". Op de keerzijde van de eerste medailles waren zes leeuwen (symbool voor het Europese Verenigd Koninkrijk en de dominions Canada, India, Zuid-Afrika, Australië en Nieuw-Zeeland) rond het gekroonde koninklijke monogram van George V afgebeeld.
Het eerste lint was diep purper met voor militaire benoemingen een parelgrijze middenstreep.
In 1933 werd vastgelegd dat de dragers een zilveren palm op hun medailles mochten dragen. Het lint werd in juli 1937 zalmroze met zilverwitte biesen.
Men droeg de medaille aan een rijk versierde zilveren gesp en een zijden lint op strik op de linkerborst.